# Missing (filme de 2023)
Missing (bra: Desaparecida; prt: Missing - Desaparecida) é um longa-metragem de suspense estadunidense lançado em 2023 escrito e dirigido por Will Merrick e Nick Johnson baseado em uma história de Sev Ohanian e Aneesh Chaganty. Trata-se de uma sequência do filme Buscando... de 2018. É estrelado por Storm Reid, Joaquim de Almeida, Ken Leung, Amy Landecker, Daniel Henney e Nia Long.
Uma sequência antológica de Buscando... foi anunciada em 2019. As filmagens ocorreram em Los Angeles de março a maio daquele ano, após atrasos devido à pandemia de COVID-19. Desaparecida também serve como uma sequência espiritual de Fuja (2020), dirigido por Aneesh Chaganty e editado por Merrick e Johnson, confirmando o destino dos personagens desse filme.[carece de fontes?]
O filme teve sua estreia no Festival de Cinema de Sundance em 19 de janeiro de 2023, e foi lançado nos Estados Unidos em 24 de fevereiro de 2023, pela Sony Pictures Releasing. Após seu lançamento, o filme recebeu críticas geralmente positivas e arrecadou US$ 26 milhões nas bilheterias.

## Enredo
O enredo segue a jovem June (Storm Reid) enquanto ela se encontra em busca de sua mãe (Nia Lang), que desapareceu durante as férias na Colômbia com seu novo namorado. Assim, em Los Angeles, a poucos quilômetros de onde sua mãe foi vista pela última vez, June usará a tecnologia para tentar refazer seus passos no país antes que seja tarde demais. Durante sua investigação perguntas surgem em vez de respostas e segredos são revelados. June descobrirá que sua mãe não é nada do que ela afirma ser.

## Elenco
- Storm Reid como June
  - Ava Zaria Lee como June jovem
- Ken Leung como Kevin
- Nia Long como Grace
- Joaquim de Almeida como Javier
- Daniel Henney como Agente Park
- Amy Landecker como Heather
- Tim Griffin como James
- Michael Segovia como Angel
- Megan Suri como Veena

## Recepção
No Rotten Tomatoes, 86% das 105 resenhas dos críticos foram positivas, com nota média de 6,9/10. O consenso do site diz: "Missing pode forçar a credulidade em seus esforços para manter o público na dúvida, mas um ritmo acelerado e medos relacionáveis impedem que este thriller tecnológico sinuoso se perca completamente".  O Metacritic, atribuiu ao filme uma pontuação de 66 em 100, com base em 29 avaliações, indicando "críticas geralmente favoráveis".